# FA Community Shield 2014
Lo FA Community Shield 2014 si è disputato domenica 10 agosto 2014 al Wembley Stadium di Londra.
La sfida ha visto contrapporsi il Manchester City, campione d'Inghilterra in carica, e l'Arsenal, detentore dell'ultima FA Cup. L'Arsenal è tornato a giocare la competizione a nove anni di distanza dall'ultima volta, datata 2005, mentre per il Manchester City si è trattata della terza apparizione nelle ultime quattro edizioni.
A conquistare il trofeo è stato l'Arsenal, che si è imposto per 3-0 grazie alle reti di Santi Cazorla, Aaron Ramsey ed Olivier Giroud. La squadra di Arsène Wenger è tornata a vincere il Community Shield dopo dieci anni.

## Partecipanti
| Squadre         | Qualificazione                           | Partecipazioni precedenti (il grassetto indica la vittoria)                                                           |
| --------------- | ---------------------------------------- | --- |
| Manchester City | Vincitore della Premier League 2013-2014 | 9 (1934, 1937, 1956, 1968, 1969, 1972, 1973, 2011, 2012)                                                              |
| Arsenal         | Vincitore della FA Cup 2013-2014         | 19 (1930, 1931, 1933, 1934, 1935, 1936, 1938, 1948, 1953, 1979, 1989, 1991, 1993, 1998, 1999, 2002, 2003, 2004, 2005) |

## Tabellino
| Arbitro: | Michael Oliver |

|                                   |           |  |
| Cazorla 22’ Ramsey 43’ Giroud 62’ | Marcatori |  |

| Arsenal | Manchester City |

### Formazioni
| P               | 1  | Wojciech Szczęsny       |  |     |
| TD              | 2  | Mathieu Debuchy         |  |     |
| DC              | 6  | Laurent Koscielny       |  | 45’ |
| DC              | 21 | Calum Chambers          |  |     |
| TS              | 3  | Kieran Gibbs            |  |     |
| MED             | 8  | Mikel Arteta (c)        |  |     |
| CD              | 17 | Alexis Sánchez          |  | 45’ |
| CC              | 16 | Aaron Ramsey            |  | 86’ |
| CC              | 10 | Jack Wilshere           |  | 68’ |
| CS              | 19 | Santi Cazorla           |  | 70’ |
| A               | 22 | Yaya Sanogo             |  | 45’ |
| A disposizione: |    |                         |  |     |
| P               | 50 | Emiliano Martínez       |  |     |
| D               | 18 | Nacho Monreal           |  | 45’ |
| C               | 7  | Tomáš Rosický           |  | 70’ |
| C               | 15 | Alex Oxlade-Chamberlain |  | 45’ |
| C               | 20 | Mathieu Flamini         |  | 68’ |
| A               | 12 | Olivier Giroud          |  | 45’ |
| A               | 28 | Joel Campbell           |  | 86’ |
| Allenatore:     |    |                         |  |     |
| Arsène Wenger   |    |                         |  |     |

| P                 | 13 | Wilfredo Caballero |     |     |
| TD                | 22 | Gaël Clichy        |     |     |
| DC                | 38 | Dedryck Boyata     |     |     |
| DC                | 33 | Matija Nastasić    |     |     |
| TS                | 11 | Aleksandar Kolarov |     | 76’ |
| MED               | 6  | Fernando           | 51’ |     |
| MED               | 42 | Yaya Touré (c)     |     | 60’ |
| ED                | 15 | Jesús Navas        |     | 85’ |
| CO                | 35 | Stevan Jovetić     |     |     |
| ES                | 8  | Samir Nasri        |     | 45’ |
| A                 | 10 | Edin Džeko         |     | 60’ |
| A disposizione:   |    |                    |     |     |
| P                 | 1  | Joe Hart           |     |     |
| D                 | 2  | Micah Richards     |     | 76’ |
| D                 | 19 | Karim Rekik        |     |     |
| C                 | 7  | James Milner       |     | 60’ |
| C                 | 12 | Scott Sinclair     |     | 85’ |
| C                 | 21 | David Silva        |     | 45’ |
| C                 | 36 | Bruno Zuculini     |     | 60’ |
| Allenatore:       |    |                    |     |     |
| Manuel Pellegrini |    |                    |     |     |